# Innovative Concepts in Entertainment
Innovative Concepts in Entertainment, Inc. (l'entreprise communique sous le nom de ICE) une entreprise basée à Clarence dans l'État de New York, qui fabrique des jeux d'arcade (Jeu vidéo, Jeu de rachat, crane game, pousse jetons).

## Historique
Innovative Concepts in Entertainment a été fondé en 1982 et produit des jeux d'arcade. La majeure partie de son activité est basée sur la production de machines pousse jetons, attrape peluches et jeux de rachat.
En collaboration avec Raw Thrills, Innovative Concepts fabrique la borne d'arcade Doodle Jump Arcade en 2012.

## Liste de jeux
- Egg Venture
- Frenzy Express
- Ski Maxx (développement Uniana)
- Doodle Jump Arcade
- Kung Fu Panda: Dojo Mojo